# 谷正之
谷 正之（たに まさゆき、1889年（明治22年）2月9日 - 1962年（昭和37年）10月26日）は、日本の外交官、外務大臣。妻・澄子は島津長丸の娘。

## 来歴
熊本県上益城郡島田村櫛島（飯野村を経て現・益城町）出身。熊本中学、第五高等学校を経て、1913年（大正2年）東京帝国大学法科政治学科卒業。同年 外務省に入る。1930年（昭和5年）アジア局長。1933年（昭和8年）満州国大使館参事官。1936年（昭和11年）オーストリア兼ハンガリー公使。 1939年（昭和14年） 外務次官。 1942年（昭和17年） 東条内閣の外務大臣兼情報局総裁。 1943年（昭和18年） 駐中華民国大使（終戦時まで）。 1945年（昭和20年）12月2日　連合国軍最高司令官総司令部による逮捕命令（第三次逮捕者59名中の1人）。A級戦犯被指定者となるが、不起訴となる。 1948年（昭和23年）公職追放。1952年（昭和27年）追放解除。この間、日東ペガサス社長。 1956年（昭和31年） 駐アメリカ大使。

## 栄典
- 1920年（大正9年）9月7日 - 勲五等双光旭日章[5]
- 1940年（昭和15年）8月15日 - 紀元二千六百年祝典記念章[6]
- 1942年（昭和17年）8月19日 - 勲一等瑞宝章[7]

外国勲章佩用允許
- 1943年（昭和18年）9月11日 - ドイツ鷲勲章大十字章[8]

## エピソード
戦後の外務省内において太田三郎・加瀬俊一と共に重光葵の腹心として活躍、「重光三羽烏」と称された。重光が副総理・外相を務めた時代には駐米大使に就任した。